# Ниязымбетов, Азамат Кенесбекович
Азамат Кенесбекович Ниязымбетов (каз. Азамат Кеңесбекұлы Ниязымбетов род. 25 марта 1974) — казахстанский футболист, тренер и функционер. С 17 лет начал играть за алматинскую команду «Олимпия» во Второй низшей лиге СССР, где провел только одну игру. В 1991 году переходит в «Фосфор», где вместе с командой доходит до финала в первом Кубке Казахстана, где проигрывает финальный матч «Кайрату». В 1993 году переходит в алматинское «Динамо», где становится игроком основного состава. В 1994 году возвращается в «Тараз», за четыре проведенных сезона становиться чемпионом и двукратным обладателем серебряных медалей.
В 2000 году становиться снова чемпионом страны в составе столичной команды «Женис».
Завершал свою профессиональную карьеру в Таразе с 2004 по 2008 года. За этот клуб он сыграл более 200 игр в чемпионате и кубке страны.
За национальную сборную сыграл 16 игр, а именно в двух турнирах Кубка Азии (1996, 2000) и в отборочных играх на ЧМ 1998
После профессиональной карьеры работал тренером в ФК «Тараз». В 2019 году становится спортивным директором этого клуба.

## Достижения
- Чемпион Казахстана (2): 1996, 2000
- Обладатель Кубка Казахстана (2): 1998/1999, 2004
- Серебряный призёр Чемпионата Казахстана (3): 1995, 1997, 2001
- Финалист Кубка Казахстана: 1992

## Семья
Старший брат Болат Ниязымбетов — боксёр, бронзовый призёр Олимпийских игр 1996 года.